# Oggetto del profondo cielo

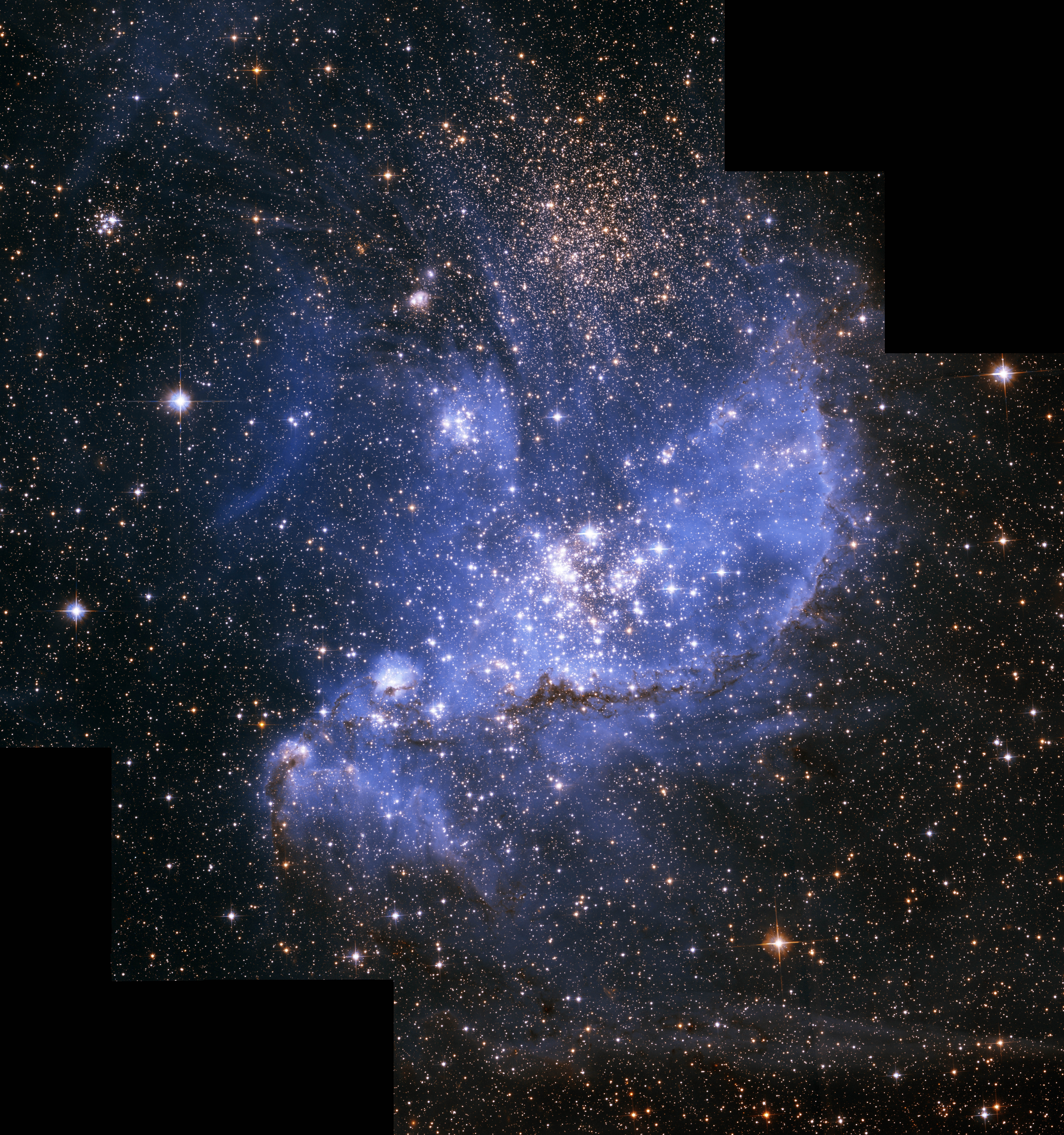
NGC 346, un ammasso aperto circondato da una nebulosa nella Piccola Nube di Magellano. Gli oggetti del profondo cielo offrono la visuale migliore nelle fotografie.

Oggetto del cielo profondo (o oggetto non stellare) è un termine usato spesso nell'astronomia amatoriale per indicare oggetti del cielo notturno o oggetti celesti, che non siano né stelle né oggetti del Sistema Solare (come pianeti, comete e asteroidi). La grande maggioranza di questi oggetti non è visibile ad occhio nudo, e solo una minoranza abbastanza brillante può essere vista agevolmente con un piccolo telescopio.

## Origini e classificazione
La classificazione degli oggetti astronomici non stellari cominciò subito dopo l'invenzione del telescopio. Una delle prime liste generali fu il catalogo pubblicato da Charles Messier nel 1774, che includeva 103 nebulae e altri deboli e confusi oggetti minori che egli aveva incluso per evitare che fossero scambiati per comete, che era il suo campo di interesse. Il miglioramento dei telescopi portò ben presto alla necessità di meglio precisare queste deboli nebulosità con una descrizione più accurata in termini di nubi interstellari, ammassi e galassie.
La terminologia oggetti del profondo cielo è tuttavia più recente e connessa all'attività amatoriale. L'origine del nome non è nota, ma fu resa popolare dalla rivista Sky & Telescope, nella sezione "Deep-Sky Wonders" (meraviglie del cielo profondo) fin dalla sua prima edizione nel 1941, e successivamente sempre mantenuta dato che era ormai entrata nel linguaggio amatoriale.

## Suddivisione

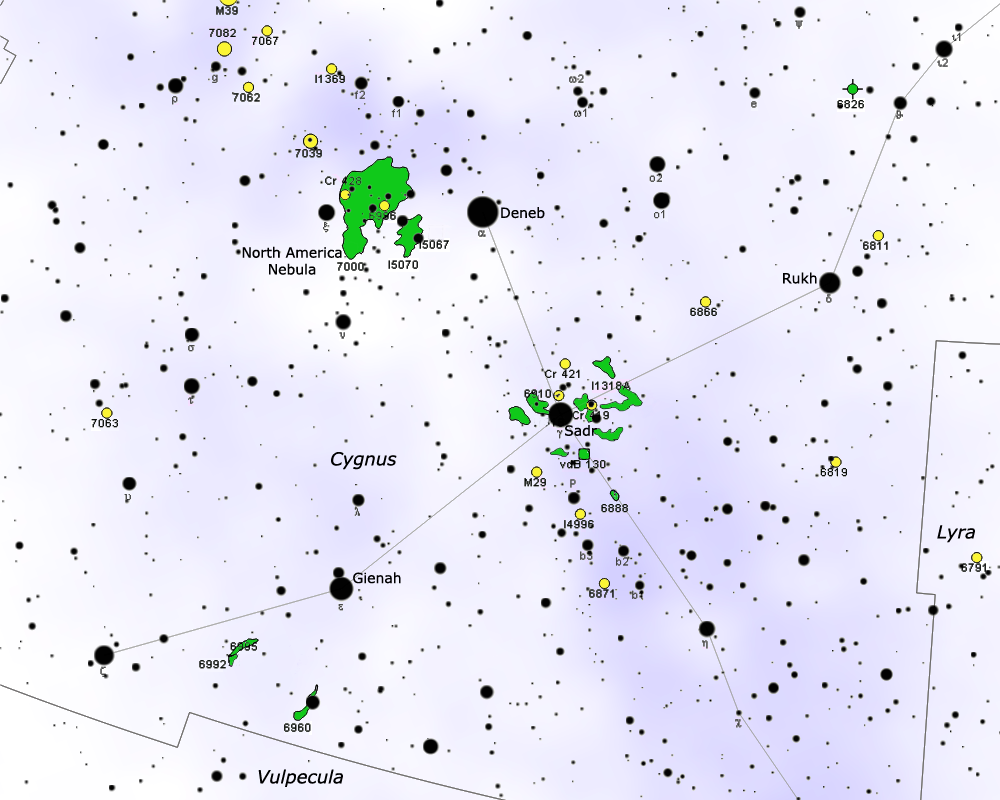
Mappa centrata sul complesso molecolare del Cigno, attorno alla stella Sadr, e riportante alcuni oggetti del profondo cielo.

Gli oggetti del profondo cielo possono essere suddivisi in:
- Ammassi stellari
  - Ammasso aperto
  - Ammasso globulare
- Nebulose
  - Nebulosa a emissione
  - Nebulosa a riflessione
  - Nebulosa oscura
  - Nebulosa planetaria
- Oggetti extragalattici
  - Galassie
  - Quasar
- Altri oggetti
  - Oggetti di Herbig-Haro

## Cataloghi
Gli oggetti non stellari vengono descritti in diversi cataloghi, sia di tipo generale che più specifico.
Cataloghi generali
- Il principale è il catalogo di Messier (M), è un catalogo storico del 1774 che elenca 110 oggetti del profondo cielo, perlopiù i più brillanti e visibili dall'emisfero boreale, il solo allora accessibile da Charles Messier dalla Francia. Gli oggetti catalogati sono riportati con la lettera M seguita da un numero.
- Il New General Catalogue (NGC), compilato verso la fine dell'Ottocento, è molto più completo e classifica oltre 7.800 oggetti.
- I due Index Catalogue (IC), riportano in totale altri 5.000 oggetti in aggiunta a quelli elencati da NGC.
- Il Catalogo Caldwell (C), conta ulteriori 109 oggetti celesti di varia natura, tra i più luminosi dell'emisfero australe (completa idealmente il catalogo stilato da Messier).

Cataloghi specifici
- Il Catalogo Collinder (Cr), è il più noto per gli ammassi aperti e conta oltre 460 oggetti.
- L'Uppsala General Catalogue (UGC), conta quasi 13.000 galassie, visibili dall'emisfero boreale.
- L'European Southern Observatory (ESO) cataloga un notevole numero di galassie e altri oggetti.

Ci sono inoltre altri cataloghi specifici che si occupano di altri oggetti, tra cui i quasar e le nebulose.

## Osservazione amatoriale
L'osservazione amatoriale degli oggetti del profondo cielo, a parte poche eccezioni, è piuttosto difficile: la loro luminosità è bassissima, il puntamento del telescopio deve essere estremamente preciso e va fatto quasi alla cieca. Spesso l'osservatore cerca per decine di minuti un oggetto per rendersi conto all'improvviso che era sempre stato nel campo del telescopio, ma era così debole da non vederlo. Le foto prese con grandi telescopi danno spesso false speranze ai principianti. L'osservazione visuale raramente riesce a cogliere tutti i dettagli, ed è invece necessario passare all'astrofotografia.
La cosiddetta maratona di Messier viene indetta in un certo periodo dell'anno, quando un osservatore cerca di osservare tutti i 110 oggetti in una sola notte. Il test Herschel's 400 è molto più difficile (400 oggetti) e richiede telescopi di notevole dimensione.